# Кордабаев, Толеубай Ракымжанулы
Толеубай Рыкымжанулы Кордабаев (12 декабря 1915, 9-й аул, Абайский район, Восточно-Казахстанская область, Российская империя — 27 апреля 2000, Алма-Ата, Казахстан) — советский учёный, доктор филологических наук (1968), профессор (1970). Заслуженный деятель науки Казахской ССР (1976).

## Биография
В 1940 окончил Казахский педагогический институт, работал в Баян-Улэгэйском аймаке Монголии.
В 1946—1993 являлся заведующим кафедрой в КазПИ, ЖенПИ, Высшей партшколе, Карагандинском государственном университете.
Работал заведующим отделения в Институте языкознания Академии наук Казахской ССР.
Автор более 10 учебников, научно-исследовательских трудов, монографии. Основные научные работы посвящены синтаксису поэзии, пословиц и поговорок, о графике и орфографии, лексике и лексикографии казахского языка, также об основных вопросах языкознания.

## Награды
Награждён Орденом Трудового Красного знамени и «Алтын гадас» Монгольской Народной Республики.

## Произведения
- Қүрмалас сойлем синтаксисі. — А., 1961.
- Тілдің структуральщ элемеиггері. — А., 1975.
- Жалпы тіл білімі. — А., 1983.
- Түркология жәнс қазақ тіл білімі. — А., 1984.